# Journet
Journet település Franciaországban, Vienne megyében. Lakosainak száma 368 fő (2022. január 1.). Journet Béthines, Haims, Jouhet, Liglet, Montmorillon, Saint-Léomer és La Trimouille községekkel határos.

## Népesség
A település népességének változása:
| Lakosok száma | 349  | 364  | 378  | 369  | 372  | 373  | 371  | 370  | 368  |
|               | 2013 | 2015 | 2016 | 2017 | 2018 | 2019 | 2020 | 2021 | 2022 |